# 400 meter frisim för herrar i simning vid olympiska sommarspelen 2004
Sammanställda resultaten för 400 meter frisim, herrar vid de Olympiska sommarspelen 2004.

## Rekord
| Världsrekord     | Ian Thorpe (Australien) | Manchester, England | 3.40,08 | 30 juli 2002      |
| Olympiskt rekord | Ian Thorpe (Australien) | Sydney, Australien  | 3.40,59 | 16 september 2000 |

## Medaljörer
| Guld:                  | Silver:                   | Brons:            |
| Ian Thorpe, Australien | Grant Hackett, Australien | Klete Keller, USA |

## Resultat
Från de 6 kvalheaten gick de 8 snabbaste tiderna vidare till final.
Alla tider visas i minuter och sekunder.

Q kvalificerad till nästa omgång

DNS startade inte.

DSQ markerar diskvalificerad eller utesluten.

### Kval

#### Heat 1
1. Juan Carlos Miguel Mendoza, Filippinerna 4.01,99
2. Te-Tung Chen, Taiwan 4.03,71
3. Emanuele Nicolini, San Marino 4.08,28
4. Anas Sameer N H Abuyousuf, Qatar 4.11,99
5. Vasili Danilov, Kirgizistan 4.15,32
6. Sergej Tsoj, Uzbekistan 4.16,91
7. Neil Agius, Malta 4.22,14

#### Heat 2
1. Giancarlo Zolezzi, Chile 3.56,52
2. Moss Burmester, Nya Zeeland 3.57,29
3. Petar Stojtjev, Bulgarien 3.59,86
4. Charnvudth Saengsri, Thailand 3.59,89
5. Victor Rogut, Moldavien 4.01,68
6. Nenad Buljan, Kroatien 4.02,76
7. Martin Kutscher, Uruguay 4.03,21
8. Aytekin Mindan, Turkiet 4.06,85

#### Heat 3
1. Lin Zhang, Kina 3.56,65
2. Juan Martin Pereyra, Argentina 3.57,26
3. Leonardo Salinas Saldana, Mexiko 3.58,36
4. Mahrez Mebarek, Algeriet 3.59,10
5. Bojan Zdesar, Slovenien 3.59,38
6. Bruno Bonfim, Brasilien 3.59,96
7. Boldizsar Kiss, Ungern 4.02,87
8. Tae-Hwan Park, Sydkorea DSQ

#### Heat 4
1. Massimiliano Rosolino, Italien 3.47,72 Q
2. Klete Keller, USA 3.47,77 Q
3. Nicolas Rostoucher, Frankrike 3.50,73
4. Andrew Hurd, Kanada 3.50,81
5. Heiko Hell, Tyskland 3.52,06
6. Serhii Phjesenko, Ukraina 3.53,41
7. Ricardo Monasterio, Venezuela 3.54,41
8. Dimitrios Manganas, Grekland 3.54,78

#### Heat 5
1. Grant Hackett, Australien 3.46,36 Q
2. Juri Prilukov, Ryssland 3.48,71 Q
3. Takeshi Matsuda, Japan 3.49,05 Q Asiatiskt rekord
4. Lukasz Drzewinski, Polen 3.50,97
5. Jacob Carstensen, Danmark 3.51,09
6. Dragos Coman, Rumänien 3.51,73
7. Adam Faulkner, Storbritannien 3.51,97
8. Mark Johnston, Kanada 3.54,27

### Heat 6
1. Ian Thorpe, Australien 3.46,55 Q
2. Larsen Jensen, USA 3.46,90 Q
3. Spyridon Gianniotis, Grekland 3.48,77 Q
4. Przemyslaw Stanczyk, Polen 3.49,22
5. Christian Hein, Tyskland 3.49,66
6. Emiliano Brembilla, Italien 3.50,55
7. Marcos Rivera, Spanien 3.52,39
8. Graeme Smith, Storbritannien 3.52,41

### Final
1. Ian Thorpe, Australien 3.43,10
2. Grant Hackett, Australien 3.43,36
3. Klete Keller, USA 3.44,11 Amerikanskt rekord
4. Larsen Jensen, USA 3.46,08
5. Massimiliano Rosolino, Italien 3.46,25
6. Juri Prilukov, Russia 3.46,69
7. Spyridon Gianniotis, Grekland 3.48,77
8. Takeshi Matsuda, Japan 3.48,96 Asiatiskt rekord

## Tidigare vinnare

### OS
- 1896 i Aten: Ingen tävling
- 1900 i Paris: Ingen tävling
- 1904 i S:t Louis: Charles Daniels, USA – 6.16,2 (440 yards)
- 1906 i Aten: Otto Scheff, Österrike – 6.24,0 (440 yards)
- 1908 i London: Henry Taylor, Storbritannien – 5.36,8 (440 yards)
- 1912 i Stockholm: George Hodgson, Kanada – 5.24,4
- 1920 i Antwerpen: Norman Ross, USA – 5.26,8
- 1924 i Paris: Johnny Weissmuller, USA – 5.04,2
- 1928 i Amsterdam: Alberto Zorrilla, Argentina – 5.01,6
- 1932 i Los Angeles: Buster Crabbe, USA – 4.48,4
- 1936 i Berlin: Jack Medica, USA – 4.44,5
- 1948 i London: William Smith, USA – 4.41,0
- 1952 i Helsingfors: Jean Boiteux, Frankrike – 4.30,7
- 1956 i Melbourne: Murray Rose, Australien – 4.27,3
- 1960 i Rom: Murray Rose, Australien – 4.18,3
- 1964 i Tokyo: Don Schollander, USA – 4.12,2
- 1968 i Mexico City: Mike Burton, USA – 4.09,0
- 1972 i München: Bradford Cooper, Australien – 4.00,27
- 1976 i Montréal: Brian Goodell, USA – 3.51,93
- 1980 i Moskva: Vladimir Salnikov, Sovjetunionen – 3.51,31
- 1984 i Los Angeles: George DiCarlo, USA – 3.51,23
- 1988 i Seoul: Uwe Dassler, DDR – 3.46,95
- 1992 i Barcelona: Jevgeni Sadovji, Ryssland – 3.45,00
- 1996 i Atlanta: Danyon Loader, Nya Zeeland – 3.47,97
- 2000 i Sydney: Ian Thorpe, Australien – 3.40,59

### VM
- 1973 i Belgrad: Rick Demont, USA – 3.58,18
- 1975 i Cali, Colombia: Tim Shaw, USA – 3.54,88
- 1978 i Berlin: Vladimir Salnikov, Sovjetunionen – 3.51,94
- 1982 i Guayaquil, Ecuador: Vladimir Salnikov, Sovjetunionen – 3.51,30
- 1986 i Madrid: Rainer Henkel, Västtyskland – 3.50,05
- 1991 i Perth: Jörg Hoffmann, Tyskland – 3.48,04
- 1994 i Rom: Kieren Perkins, Australien – 3.43,80
- 1998 i Perth: Ian Thorpe, Australien – 3.46,29
- 2001 i Fukuoka, Japan: Ian Thorpe, Australien – 3.40,17
- 2003 i Barcelona: Ian Thorpe, Australien – 3.42,58